# Cantó de Les Saintes
El cantó de Les Saintes era una divisió administrativa francesa situat al departament i la regió de Guadalupe. Comprenia l'arxipèlag de Les Saintes. Comptava amb 2 municipis i el cap era Terre-de-Haut. Va existir de 1964 a 2015.

## Municipis
- Terre-de-Haut
- Terre-de-Bas

## Administració
| Període                                  | Identitat      | Partit                    | Qualitat |
| ---------------------------------------- | -------------- | ------------------------- | -------- |
| 1995-2008                                | Prosper Petit  | Objectif Guadeloupe – UMP |          |
| 2008-2015                                | Hilaire Brudey | FGPS                      |          |
| Les dades anteriors no són pas conegudes |                |                           |          |